# Cirpack
Cirpack — это инновационная телефонная коммутационная платформа нового поколения (NGN), разработанная компанией Vantiva, базирующейся во Франции. Эта платформа предоставляет операторам связи возможности для запуска услуг NGN, таких как VoIP, IP Centrex, Triple Play, а также для реализации конвергенции мобильных и фиксированных коммуникационных устройств.

## От TDM до IMS
Платформа Cirpack - это инновационное решение, основанное на программном коммутаторе (Softswitch), предназначенном для имитации функций традиционных телефонных коммутаторов. Платформа поддерживает услуги и оборудование телефонии TDM (мультиплексирование с разделением времени) в сетях нового поколения (NGN). Это позволяет поставщикам услуг расширять свои традиционные телефонные сети общего пользования (PSTN) и предоставлять услуги VoIP. Кроме того, платформа обеспечивает переход к архитектурам подсистемы мультимедийных услуг IP (IMS).

## Модульная структура платформы

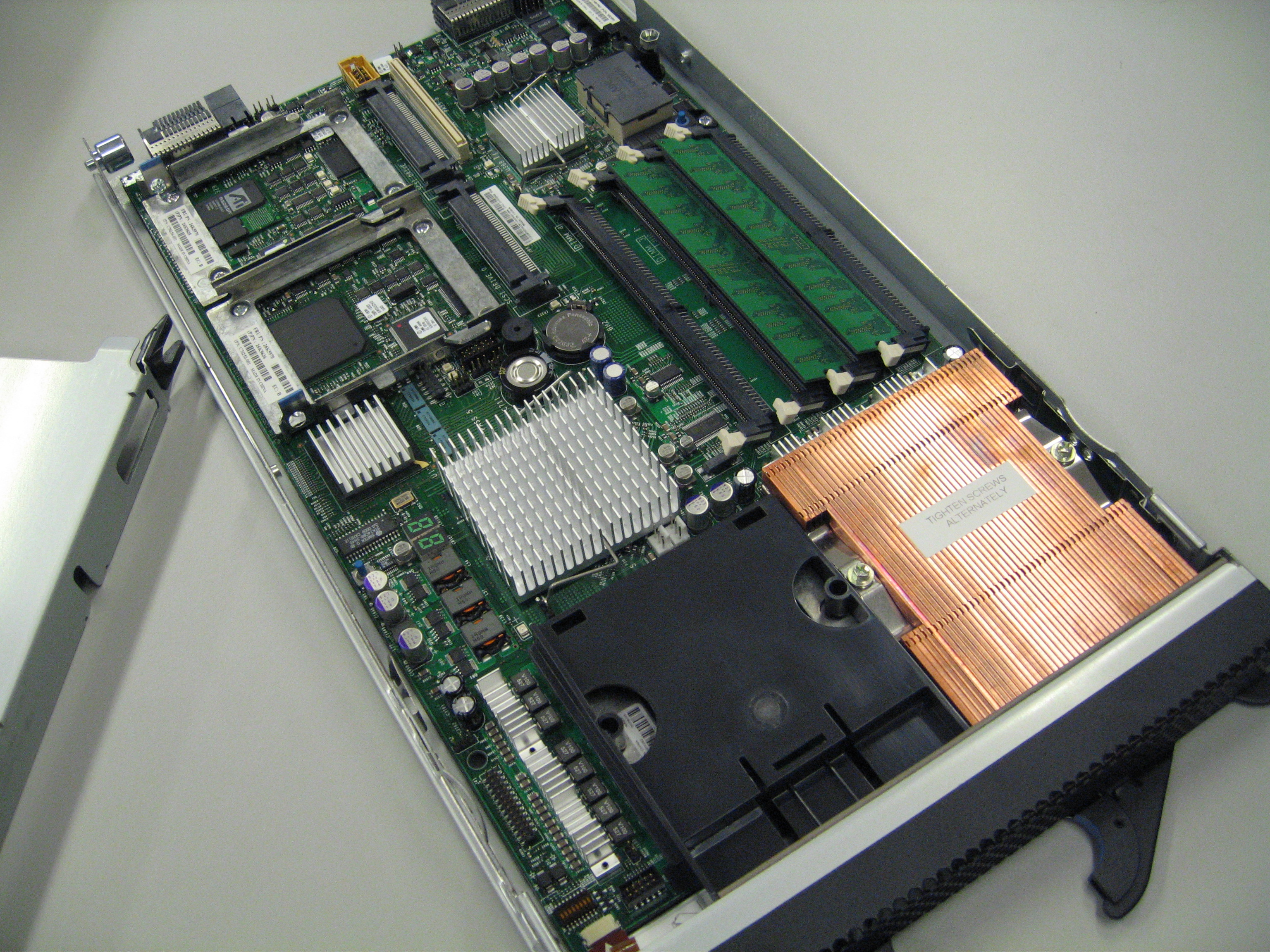
Блейд-сервер IBM HS20

На основе BladeCenter™ T IBM, версии технологии блейд-сервера IBM операторского класса, компания Thomson разработала масштабируемую платформу с высокой степенью модульности, включающую все компоненты телефонных коммутируемых сетей общего пользования в компактную, стандартную и легко управляемую стойку. Используя несколько медиа/сигнальных шлюзов Cirpack, на шасси можно реализовывать централизованные или распределённые архитектуры для небольших (1000-5000 абонентов), средних и больших (>25000 абонентов) узлов связи.

## Медиашлюзы

### Cirpack PTG
Thomson Cirpack PTG (шлюз телефонной сети) — интерфейсная плата, которая специально спроектирована для блейд-центров IBM BladeCenters. Он доступен в двух конфигурациях:
- волоконнооптические разъёмы, управляющие 63 E1 по SDH для узлов очень высокой плотности;
- медные разъёмы, управляющие 16 E1.

Для достижения экономии есть возможность по мере роста трафика добавлять нужное количество портов. Полностью заполненный BladeCenter T конвертирует 500 E1 с помощью любой TDM-сигнализации на любое количество VoIP-каналов. В общей сложности это 30000 DS0, управляемых стойкой на 8 RU, с компенсацией эхо и компрессией всех каналов.

### Cirpack RTG
Thomson Cirpack RTG (шлюз междугородней телефонии) в корпусе 1 RU, помещаемый в стойку, соединяет 8 или 16 медных E1 с IP-сетью. По мере роста трафика некоторые Cirpack RTG можно объединять в один логический узел с управлением до 63 E1. Для оптимизации управления трафиком к любому Cirpack RTG может дополнительно подключаться программное обеспечение маршрутизации 4 класса, превращая блок 1RU в отдельный транзитный маршрутизатор, способный самостоятельно маршрутизировать вызовы.
Cirpack RTG позволяет оператору:
- соединять традиционные сети TDM-доступа с IP-сетью для поддержания существующих голосовых услуг;
- быстро выходить в новые регионы без необходимости в развёртывании и поддержке SDH-инфраструктур;
- использовать компактные медиашлюзы для экономичной маршрутизации голосового трафика с учётом требований к данной услуге в каждом конкретном регионе.